# Højklassevej
Højklassevej er en betegnelse for en vej med meget høj standard, vejen kan enten være en motorvej eller en motortrafikvej. En højklassevej har ofte 2, 2+1 eller 4 spor. Den forbinder ofte større provinsbyer, storbyer eller færgehavne i Danmark f.eks. Ny Spodsbjergvej som er en to-sporet motortrafikvej der går fra Simmerbølle til Spodsbjerg Færgehavn.  
Mange større byer har i dag flere højklasseveje til og fra, eller uden om byen f.eks. Herning hvor der i 2017 vil være en fuldendt højklassevej som ringvej rundt om hele byen.